# Mount Ayles
Mount Ayles är ett berg i Kanada.   Det ligger i territoriet Nunavut, i den nordöstra delen av landet, 4 100 km norr om huvudstaden Ottawa. Toppen på Mount Ayles är 1 060 meter över havet, eller 579 meter över den omgivande terrängen. Bredden vid basen är 7,1 km.
Terrängen runt Mount Ayles är huvudsakligen lite bergig. Trakten runt Mount Ayles är nära nog obefolkad, med mindre än två invånare per kvadratkilometer.. Det finns inga samhällen i närheten.
Trakten runt Mount Ayles är permanent täckt av is och snö.